# Pantolestidae
Pantolestidae (лат.) — семейство вымерших плацентарных млекопитающих, одно из первых выделившихся во время первой эволюционной радиации плацентарных наряду с такими другими ранними млекопитающими, как лептиктидии. Вели полуводный образ жизни. Относились к вымершему подотряду Pantolesta в составе отряда Cimolesta. Впервые появились в Северной Америке, откуда они распространились в Европе.

## Описание
Pantolestidae были охотниками на рыб. Длина тела составляла около 50 см, а длина хвоста — около 35 см. Анатомия этих архаичных млекопитающих лучше всего известна по хорошо сохранившемуся образцу рода Buxolestes из среднего эоцена, найденного в карьере Мессель в Германии, а также нескольким другим менее полным экземплярам, таким, как Palaeosinopa, найденная в Фоссил-Бьютт в штате Вайоминг, США. По оценкам, масса тела достигала 1,4 кг, то есть они были относительно крупными представителями ранних млекопитающих.
Имели относительно сильные клыки и многобугорчатые резцы с опорой на сильные мышцы челюсти, к которым были приспособлены черепные впадины. Такое сочетание зубов и мышц трактуется как ранняя адаптация к рациону из жёсткого материала, например, моллюскам в раковинах.
Свободно сочленённые кости предплечья (лучевая кость и локтевая кость) позволяли их мощным передним конечностям совершать широкие вращательные движения, в то время как на пальцах были длинные и крепкие когти, что, по-видимому, свидетельствует о способности копать и рыть норы. Их мощные задние конечности не были столь же подвижными, но выступающие поперечные отростки первых хвостовых позвонков позволяют предположить, что они использовали свои мощные хвосты, чтобы плавать в воде, как современные выдры. У более поздних представителей группы заметен черепной гребень в сочетании с заметными невральными дугами позвонков, что свидетельствует о наличии сильной шейной мускулатуры, необходимой при плавании, чтобы постоянно держать голову над поверхностью воды.
Наиболее поздние известные формы Pantolestidae — Gobiopithecus khan и Kiinkerishella zaisanica из Эргильских месторождений в Хор Дзан в Монголии. Эти поздние азиатские формы считаются одними из немногих примеров европейских млекопитающих, которые проникли в Азию во время Эоцен-олигоценового вымирания.

## Классификация
Семейство: †Pantolestidae (Cope, 1884)
Подсемейства и роды:
†Pentacodontinae (Simpson, 1937)
†Amaramnis
†Aphronorus
†Bisonalveus
†Coriphagus
†Pentacodon
†Pantolestinae (Cope, 1884)
†Bessoecetor
†Bogbia
†Bouffinomus
†Buxolestes
†Chadronia
†Galethylax
†Oboia
†Palaeosinopa
†Pagonomus
†Pantolestes
†Thelysia
†Todralestes
†Dyspterninae (Kretzoi, 1943)
†Cryptopithecus
†Dyspterna
†Gobipithecus
†Kochictis